# Jean Raux
 (mai 2016).
Jean Raux est un universitaire et un homme politique français, né le 8 août 1936 à Lamballe et mort le 23 décembre 2013 à Rennes.

## Carrière universitaire
Jean Raux accomplit ses études à l'Université de Rennes I au sein de laquelle il obtient un DES de droit public. En 1964, il soutient sa thèse de doctorat intitulée "Les relations extérieures de la Communauté économique européenne".
Chargé de cours (1963) puis maître assistant (1967) à la faculté de droit et de science politique de l'Université de Rennes I, il y poursuit sa carrière comme maître de conférences (1972) puis comme professeur (1976).
Il est titulaire depuis 1992 d'une chaire européenne Jean Monnet et a assuré la coordination du Pôle européen Jean Monnet de Rennes.
En 1966, il crée le Centre de recherches européennes de Rennes (CEDRE), unité de recherche liée au CNRS (aujourd'hui composante de l'IODE - Institut Ouest Droit Europe). Il en sera le directeur jusqu'à la fin de l'année 1993.
Il crée également en 1971 le DES de droit communautaire (qui deviendra DEA de droit communautaire) en 1971 et le dirigera jusqu'en 1995.
Il consacre de nombreux articles aux relations extérieures des Communautés européennes ainsi qu'au processus de constitutionnalisation de l'Union européenne.
Il occupera la présidence de la CEDECE (Commission pour l'étude des communautés européennes), association de professeurs et chercheurs de droit européen, économie européenne et science politique européenne, de 1981 à 1983.

## Engagement politique
Opposé à la guerre d'Algérie, il milite au sein de l'UNEF puis du SGEN-CFDT. En accord avec Pierre Mendès France, il rejoint le PSA, le PSU et enfin le parti socialiste.
Engagé aux côtés d'Edmond Hervé, il sera élu au Conseil municipal de Rennes de 1983 à 1995 et occupera les fonctions d'adjoint au maire délégué aux relations internationales et aux affaires européennes.

## Distinctions
- Officier des Palmes académiques
- Chevalier de l'Ordre nationale du mérite